# Ралф де Соуза Телес
Ралф де Соуза Телес (порт. Ralf de Souza Teles), более известный просто как Ралф; 9 июня 1984, Сан-Паулу) — бразильский футболист, полузащитник оборонительного плана, в прошлом игрок национальной сборной Бразилии.

## Биография
Ралф воспитывался в молодёжных школах команд «Табоан-да-Серра», «Сан-Паулу» и «Императрис». В 2005 году дебютировал за основу последнего клуба. До 2009 года выступал за скромные бразильские команды, выступавшие в низших дивизионах чемпионата страны. Впрочем, в 2008 году Ралф помог «Гремио Баруэри» выйти в Серию A, и именно с этим клубом Ралф дебютировал в 2009 году на высшем уровне в системе лиг Бразилии. За начальный этап карьеры, помимо этого достижения, у Ралфа также была победа в чемпионате штата Мараньян в 2005 году.
В 2010 году Ралф перешёл в «Коринтианс», ставший первым «большим» клубом в карьере футболиста. Вместе с этой командой он не только выиграл ряд престижных трофеев — чемпионат Бразилии в 2011 и 2015 годах, Кубок Либертадорес 2012 (первая победа «Коринтианса» в турнирах под эгидой КОНМЕБОЛ), но и стал вызываться в сборную Бразилии. В 2016 году Ралф перешёл в китайский «Бэйцзин Гоань».
10 августа 2011 года Ралф впервые сыграл за Бразилию в товарищеском матче против Германии.

## Титулы и достижения
- Чемпион Бразилии (2): 2011, 2015
- Чемпион штата Сан-Паулу (1): 2013
- Чемпион штата Мараньян (1): 2005
- Обладатель Кубка Либертадорес (1): 2012
- Победитель Клубного чемпионата мира (1): 2012
- Обладатель Кубка Рока (1): 2011
- В символической сборной чемпионата Бразилии (Globo и КБФ): 2011
- В символической сборной Лиги Паулисты: 2011, 2013